# Фасти (зупинний пункт)
Фасти́ — пасажирський залізничний зупинний пункт Рівненської дирекції Львівської залізниці на лінії Ковель — Сапіжанка між станціями Люблинець-Волинський (4 км) та Ковель (6 км). Розташований на південно-західній околиці міста Ковеля Волинської області, в районі ПАТ «Ковельсільмаш».

## Пасажирське сполучення
Станом на лютий 2019 року щоденно курсували п'ять пар дизель-поїздів за напрямком Ковель — Шептицький / Львів / Ізов.
На платформі Фасти зупиняються приміські поїзди сполученням Ковель — Шептицький (1 пара).